# White Horse (chef amérindien)
Pour les articles homonymes, voir White Horse.
White Horse (en kiowa : Tsen-tainte) (? - 1892) était un chef amérindien de la tribu des Kiowas. Il participa à la signature du traité de Medicine Lodge entre les Indiens des Plaines et le gouvernement fédéral des États-Unis en 1867 mais mena ultérieurement plusieurs raids contre des colons blancs dans la région de Fort Sill et du comté de Montague. Il se rendit à l'armée en 1875 et fut emprisonné à Fort Marion, en Floride, avant d'être libéré en 1878.